# RPG-43
La RPG-43 (pour routchnaïa protivotankovaïa granata, grenade à main antichar) est une grenade à main destinée à la lutte antichar. Conçue par l'Union soviétique au cours de la Seconde Guerre mondiale elle a depuis été utilisée dans d'autres conflits (principalement au cours du conflit israélo-arabe) comme arme d'infanterie pour la destruction de chars. Entrée en service en 1943, elle remplace la RPG-40, qui était efficace contre les chars allemands du début de la guerre (Panzer I et II) mais pas contre les chars plus lourds (Panther et Tigre). La version améliorée est connue sous le nom de RPG-6.
Dans le Manuel soviétique sur les armes légères de 1935 et 1938, il y avait une instruction spéciale sur la façon de tricoter des grenades à main des échantillons de 1914/30 et du modèle de 1933. Les grenades étaient attachées avec du fil ou de la ficelle de cinq ou trois pièces chacune de sorte que la poignée de la grenade centrale regardait en une seule, et le reste des grenades dans la direction opposée.
Les grenades antichar spéciales du début de la Seconde Guerre mondiale étaient des projectiles lourds hautement explosifs et étaient les héritiers des grenades lourdes utilisées pour détruire les obstacles lors de la Première Guerre mondiale.

## Références

Schéma de coupe d'une grenade RPG-43.